# Thalictrum dioicum
Thalictrum dioicum és una espècie de planta herbàcia dins la família Ranunculaceae. Són plantes erctes que creixen en boscos i són natives d'Amèrica del Nord incloent parts del sud de canadà. ´Com indica el seu epítet específic són plantes de sexualitat dioica totes les plantes d'aquesta espècie o bé són mascles o bé femelles. Floreixen a mitjans de primavera.
Thalictrum dioicum arriba a fer de 30 a 80 cm d'alt. Les fulles són compostes amb folíols reniformes o cordats a oboats a orbiculats. Els folíols fan de 10-45 mm d'amplada. La inflorescència és en panícula o corimbes. Les seves flors no tenen pètals però tenne sèpals acolorits. Els fruits són aquenis.
Es cultiven com plantes ornamentals pel seu fullatge atractiu.